# San Andrés Ziróndaro
San Andrés Ziróndaro är en ort i Mexiko.   Den ligger vid Pátzcuarosjön i kommunen Quiroga och delstaten Michoacán de Ocampo, i den södra delen av landet, 260 km väster om huvudstaden Mexico City. San Andrés Ziróndaro ligger 2 052 meter över havet och antalet invånare är 2 302.